# 훈련소
훈련소(訓鍊所)는 각종 훈련 · 연수를 실시하는 시설로, 그 시설 이름에 사용하는 경우가 많다. 명칭에 대해 훈련소 외에도 훈련 센터, 연수소, 교육 센터 등의 명칭이 사용되는 경우도 있다. 덧붙여 소방학교와 같이 학교의 명칭을 쓰기도 한다. 시설에 대해서는 각각의 직무와 직업적인 기술의 습득 및 향상에 필요한 시설 및 강의를 실시하는 시설이 설치되고, 시설에 따라서는 숙박을 위한 시설도 설치되는 경우도 있다.